# Tevin Mack
Tevin Stanvontae Mack (Columbia, 1º maggio 1997) è un cestista statunitense.